# Aaron Wilbraham
Pour les articles homonymes, voir Wilbraham.
Aaron Wilbraham, né le 21 octobre 1979 à Knutsford, est un footballeur anglais qui évolue au poste d'attaquant à Rochdale.

## Biographie
Le 25 juin 2018, il rejoint Rochdale.

## Palmarès
- Hull City AFC
  - Vice-champion d'Angleterre de D3 en 2005.
- Milton Keynes
  - Champion d'Angleterre de D4 en 2008
  - Vainqueur du Football League Trophy en 2008.
- Norwich City
  - Vice-champion d'Angleterre de D2 en 2011.
- Bristol City
  - Champion d'Angleterre de D3 en 2015.
  - Vainqueur du Football League Trophy en 2015.